# Ludowy Front na rzecz Demokracji i Sprawiedliwości
Ludowy Front na rzecz Demokracji i Sprawiedliwości (wcześniej Erytrejski Ludowy Front Wyzwolenia; skrót: PFDJ) – partia polityczna działająca w Erytrei. Ludowy Front na rzecz Demokracji i Sprawiedliwości jest jedyną legalnie działającą partią w Erytrei. Z partii pochodzi obecny prezydent i premier Isajas Afewerki. Dawniej najważniejsze stronnictwo uczestniczące w wojnie o niepodległość.

## Historia
Partia wywodzi się z dowodzonej przez Isajasa Afewerki frakcji wewnątrz Erytrejskiego Frontu Wyzwolenia (ELF). Nosiła ona początkowo nazwę Erytrejski Front na Rzecz Niepodległości. Frakcja Afewerki grupowała głównie chrześcijan popierających socjalistyczny program ideologiczny. Grupa w praktyce działała niezależnie od ELF. W 1970 roku frakcja przyjęła nazwę Erytrejskie Siły Wyzwoleńcze. W styczniu 1972 roku w Bejrucie odbyło się spotkanie na którym zdecydowano o powołaniu Erytrejskiego Frontu Wyzwolenia - Ludowych Sił Wyzwolenia. W skład tejże organizacji weszła grupa Aferwerki oraz dwie inne frakcje ELF - Obelites i grupa Osmana Sabbe. Każda z frakcji która wstąpiła do tej koalicji zachowała dotychczasową nazwę. Współpraca pomiędzy byłymi frakcjami ELF nie trwała długo, wkrótce wystąpiły one przeciwko sobie i popadły w konflikt z macierzystą organizacją. Frakcja Aferwerki wyszła z konfliktu frakcyjnego zwycięsko, o ile Obelites i grupa Osmana Sabbe zostały rozbite przez ELF to socjaliści jeszcze bardziej poszerzyli swoje wpływy.
W 1973 roku grupy Isajasa Afewerki i Osmana Sabbe połączyły się tworząc Front Wyzwolenia Ludu Erytrei. Grupa ta odcięła się od ELF i przyjęła taktykę ostrej walki politycznej oraz zbrojnej z tymże ugrupowaniem. Polityka ta okazała się skuteczna a EPLF stał się dominującym nurtem niepodległościowym. Konkurencja między frakcjami dwukrotnie (w 1972 i 1974) doprowadziła do wzajemnych walk zbrojnych między organizacjami. EPLF przyciągnęła oprócz chrześcijan także muzułmanów, którzy odcinali się od fanatyzmu religijnego. Hasła głoszone przez socjalistów erytrejskich stały się bardzo atrakcyjne wśród młodych i wykształconych mieszkańców kraju oraz emigracji erytrejskiej w Europie i Ameryce Północnej. Lewicowe postulaty przyczyniły się do poparcia Afewerki przez państwa socjalistyczne.
Od 1976 roku partia przybrała marksistowski charakter (z maoistowskim wydźwiękiem). W latach 1975–1977 jej liczebność rośnie z 17 000 do 30 000 bojowników, dzięki czemu staje się najsilniejszą organizacją partyzancką w Erytrei. W 1977 roku przyjęła nazwę EPLF (Erytrejski Ludowy Front Wyzwolenia). W 1978 roku wraz z ELF uczestniczyła w rozmowach z rządem w Berlinie Wschodnim. Rozmowy nie przyniosły żadnego skutku, niemniej jednak przyczyniły się do sojuszu pomiędzy grupami ruchu oporu. W 1981 roku ponownie doszło do walk pomiędzy ELF a EPLF. Do 1983 roku ELF został praktycznie w całości rozbity przez konkurencyjne ugrupowanie. EPLF kontynuował kampanię partyzancką samodzielnie. W 1987 roku jej przywódcy zrezygnowali z marksizmu na rzecz własnego wariantu rewolucyjnej lewicy. W marcu 1988 roku oddziały ruchu zdobyły Afabet, kwaterę główną armii etiopskiej w Erytrei. Separatyści zdobyli sprzęt wojskowy, w tym około 60 czołgów. Na przełomie lat 80. i 90. EPLF zasilił szereg sił Etiopskiego Ludowo-Rewolucyjnego Frontu Demokratycznego, który w pierwszej połowie 1991 roku zajął stolicę kraju. Po upadku rządzącej dyktatury w 1993 roku w Erytrei odbyło się referendum niepodległościowe zakończone sukcesem separatystów i powstaniem niepodległego państwa Erytrea.
Po uzyskaniu niepodległości przez Erytreę EPLF utworzył rząd tymczasowy. W 1994 roku doszło do zmiany nazwy na Ludowy Front na rzecz Demokracji i Sprawiedliwości. Jako partia rządząca zrezygnowała z lewicowych pryncypiów.